# Rosalba indistincta
Rosalba indistincta är en skalbaggsart som först beskrevs av Stefan von Breuning 1940.  Rosalba indistincta ingår i släktet Rosalba och familjen långhorningar. Inga underarter finns listade i Catalogue of Life.